# Cap Chavanne
Pour les articles homonymes, voir Chavanne.
Le cap Chavanne est un cap sur la côte Est de la terre de Graham en Antarctique.

## Toponymie
Sa dénomination a été attribuée par l'expédition Falkland Islands Dependencies Survey (FIDS) en l'honneur de Josef Chavanne, bibliographe polaire autrichien.

## Géographie
Le cap Chavanne est un escarpement en partie libre de glace présentant une arête rocheuse allongée en forme de T bien identifiable à la pointe sud. Il est situé à l'est du front du glacier Breitfuss. 
Il a été cartographié dans l'étude de l'expédition Falkland Islands Dependencies Survey (FIDS) et a été photographié à partir des airs par l'expédition de recherche antarctique Ronne (RARE) en 1947.